# Ивановское (Мышкинский район)
Ивановское — село в Мышкинском районе Ярославской области России. 
В рамках организации местного самоуправления входит в Приволжское сельское поселение, в рамках административно-территориального устройства относится к Поводневскому сельскому округу.

## География
Расположено на берегу речки Поводновка (приток Волги) в 4 км на запад от села Поводнево и в 8 км на юго-запад от райцентра города Мышкин.

## История
Каменная церковь Смоленской Божией Матери Одигитрии в селе построена в 1790 году на средства прихожан. В ней было три престола: главный — во имя Смоленской Божией Матери, правый — во имя св. чуд. Николая, левый — во имя св. муч. Кирика и Улиты. 
В конце XIX — начале XX века село входило в состав Поводневской волости Мышкинского уезда Ярославской губернии.
С 1929 года село являлось центром Ивановского сельсовета Мышкинского района, с 1954 года — в составе Языковского сельсовета, в 1980-е годы в состав Поводневского сельсовета, с 2005 года — в составе Приволжского сельского поселения.

## Население
| 1859 | 2002 | 2007 | 2010 |
| ---- | ---- | ---- | ---- |
| 162  | ↘4   | ↘1   | ↗2   |

## Достопримечательности
В селе расположена недействующая Церковь Смоленской иконы Божией Матери (1790).